# 433

## Родени
- Одоакър – римски войник провъзгласен за крал на Италия († 493 г.).

## Починали
- Дзюцю Мънсюн – владетел на Северна Лян (* 368 г.)